# The Trumpet Artistry of Chet Baker
| Recensione | Giudizio |
| ---------- | -------- |
| AllMusic   |          |

The Trumpet Artistry of Chet Baker è un album di Chet Baker, pubblicato dall'etichetta discografica Pacific Jazz Records nel novembre del 1955.

## Tracce

### LP
Lato A (ST-612)
1. I'm Glad There Is You – 3:10 (Jimmy Dorsey, Paul Madeira) – Registrato il 15 settembre 1954 a Los Angeles
2. Moon Love (12" LP take) – 3:14 (testo: George Grossmith Jr., P. G. Wodehouse – musica: Jerome Kern) – Registrato il 3 ottobre 1953 a Hollywood
3. Moonlight Becomes You – 2:51 (testo: Johnny Burke – musica: Jimmy Van Heusen) – Registrato il 22 dicembre 1953 a Los Angeles
4. Imagination – 2:57 (testo: Johnny Burke – musica: Jimmy Van Heusen) – Registrato il 30 luglio 1953 a Los Angeles
5. Little Man You've Had a Busy Day – 4:39 (testo: Al Hoffman, Maurice Sigler – musica: Mabel Wayne) – Registrato il 15 settembre 1954 a Los Angeles
6. Goodbye (alternate take) – 3:39 (Gordon Jenkins) – Registrato il 22 dicembre 1953 a Los Angeles

Lato B (ST-613)
1. All the Things You Are – 2:52 (testo: Oscar Hammerstein II – musica: Jerome Kern) – Registrato il 3 ottobre 1953 a Hollywood
2. No Ties – 2:55 (musica: Russ Freeman) – Registrato il 3 ottobre 1953 a Hollywood
3. Happy Little Sunbeam – 2:38 (musica: Russ Freeman) – Registrato il 3 ottobre 1953 a Hollywood
4. Bea's Flat – 2:56 (musica: Russ Freeman) – Registrato il 3 ottobre 1953 a Hollywood
5. Russ Job (alternate take) – 4:19 (musica: Russ Freeman) – Registrato il 10 agosto 1954 al Tiffany Club di Los Angeles
6. Tommyhawk – 3:38 (musica: Johnny Mandel) – Registrato il 9 settembre 1954 a Los Angeles

Edizione LP del 2018, pubblicato da WaxTime 500 (408707)
Lato A
1. I'm Glad There Is You – 3:15 (Jimmy Dorsey, Paul Madeira)
2. Moon Love – 3:19 (testo: George Grossmith Jr., P. G. Wodehouse – musica: Jerome Kern)
3. Moonlight Becomes You – 3:28 (testo: Johnny Burke – musica: Jimmy Van Heusen)
4. Imagination – 3:02 (testo: Johnny Burke – musica: Jimmy Van Heusen)
5. Little Man, You've Had a Busy Day – 4:46 (testo: Al Hoffman, Maurice Sigler – musica: Mabel Wayne)
6. Goodbye – 3:44 (Gordon Jenkins)
7. The Half Dozens – 2:23 (musica: Bill Holman) – Traccia bonus - Registrato il 9 settembre 1954 a Los Angeles

Lato B
1. All the Things You Are – 2:57 (testo: Oscar Hammerstein II – musica: Jerome Kern)
2. No Ties – 3:01 (musica: Russ Freeman)
3. Happy Little Sunbeam – 2:43 (musica: Russ Freeman)
4. Bea's Flat – 3:01 (musica: Russ Freeman)
5. Russ Job – 6:07 (musica: Russ Freeman)
6. Tommyhawk – 3:44 (musica: Johnny Mandel)
7. Stella by Starlight (EP take) – 3:10 (testo: Ned Washington – musica: Victor Young) – Traccia bonus - Registrato il 15 settembre 1954 a Los Angeles

## Musicisti
I'm Glad There Is You / Little Man You've Had a Busy Day / Tommyhawk

Chet Baker Sextet
- Chet Baker – tromba
- Bob Brookmeyer – trombone a pistoni
- Bud Shank – sassofono baritono
- Russ Freeman – pianoforte
- Carson Smith – contrabbasso
- Shelly Manne – batteria[3]
- Bill Holman – arrangiamenti (brano I'm Glad There Is You)
- Jack Montrose - arrangiamenti (brano Little Man You've Had a Busy Day)
- Johnny Mandel – arrangiamenti (brano Tommyhawk)

Moon Love (12" LP take) / Imagination / All the Things You Are / No Ties / Happy Little Sunbeam / Bea's Flat / Russ Job

Chet Baker Quartet
- Chet Baker – tromba
- Russ Freeman – pianoforte
- Carson Smith – contrabbasso
- Larry Bunker – batteria (eccetto brano: Russ Job ( (alternate take))
- Bob Neel – batteria (brano: Russ Job ( (alternate take))[4]
- Russ Freeman – arrangiamenti

Moonlight Becomes You / Goodbye (alternate take)

Chet Baker Ensemble
- Chet Baker – tromba
- Jack Montrose – sassofono tenore
- Herb Geller – sassofono tenore
- Bob Gordon – sassofono baritono
- Russ Freeman – pianoforte
- Joe Mondragon – contrabbasso
- Shelly Manne – batteria[5]
- Jack Montrose – arrangiamenti

Note aggiuntive
- Richard Bock – produttore
- Registrazioni effettuate il 30 luglio, 3 ottobre e 22 dicembre 1953; 10 agosto, 9 e 15 settembre 1954
- William Claxton – foto e design copertina album originale
- Bob Irwin – illustrazione copertina frontale album originale[6]